# شعب زياد (المخادر)

تعديل مصدري - تعديل

شعب زياد محلة تابعة لقرية عساب، التابعة لعزلة المحرم بمديرية المخادر إحدى مديريات محافظة إب في الجمهورية اليمنية، بلغ تعداد سكانها 81 حسب تعداد اليمن لعام 2004.